# Meroplius mirandus
Meroplius mirandus är en tvåvingeart som beskrevs av Iwasa 1994. Meroplius mirandus ingår i släktet Meroplius och familjen svängflugor.
Artens utbredningsområde är Nepal. Inga underarter finns listade i Catalogue of Life.